# Jaime Lachica Sin

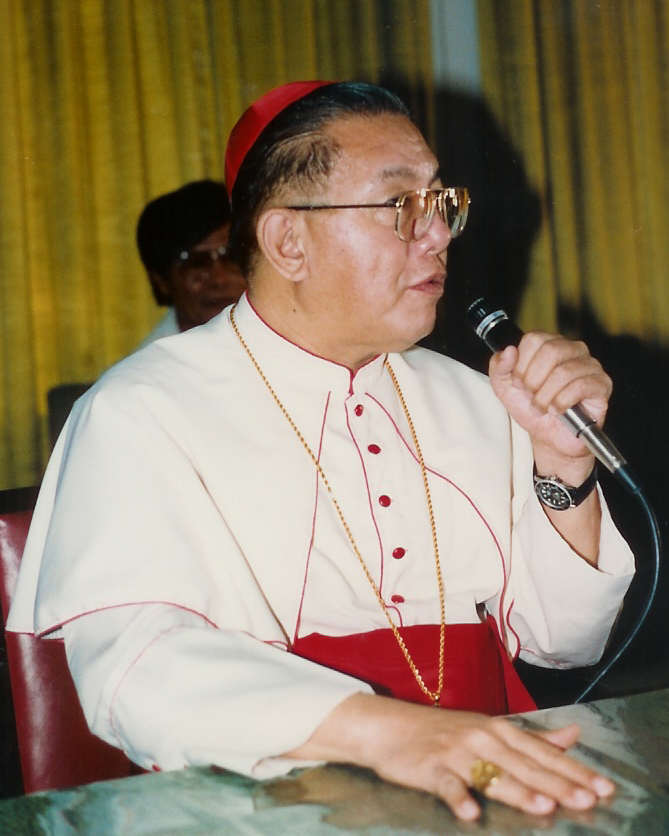
Kardinal Sin 1988

Wappen von Jaime Lachica Kardinal Sin

Jaime Lachica Kardinal Sin (* 31. August 1928 in New Washington, Aklan, Philippinen; † 21. Juni 2005 in Manila) war von 1974 bis 2003  Erzbischof von Manila.

## Leben
Jaime Lachica Sin studierte Philosophie und Katholische Theologie in Jaro und empfing am 3. April 1954 das Sakrament der Priesterweihe. Anschließend wurde er für drei Jahre zum diözesanen Missionar des Bistums Capiz ernannt. Von 1957 bis 1967 leitete er an dann als erster Regens, Dekan und Dozent das Priesterseminar St. Pius X. in Roxas City. Papst Paul VI. ernannte ihn am 10. Februar 1967 zum Titularbischof von Obba und zum Weihbischof im Erzbistum Jaro. Die Bischofsweihe spendete ihm der Bischof von Capiz, Antonio Frondosa, am 18. März desselben Jahres, Mitkonsekratoren waren Juan Nicolasora Nilmar, Koadjutorbischof im Erzbistum Davao, und Manuel Sandalo Salvador, Weihbischof im Erzbistum Cebu.
Am 15. Januar 1972 wurde er zunächst zum Titularerzbischof von Massa Lubrense und Koadjutorerzbischof im Erzbistum Jaro ernannt, folgte aber bereits am 8. Oktober desselben Jahres als Oberhirte der Erzdiözese auf seinen verstorbenen Vorgänger José Maria Cuenco. Am 21. Januar 1974 wurde er schließlich zum Erzbischof des Erzbistums Manila ernannt. Paul VI. nahm Jaime Lachica Sin am 24. Mai 1976 als Kardinalpriester mit der Titelkirche Santa Maria ai Monti in das Kardinalskollegium auf. Bei den Konklaven im August und Oktober 1978 war er der jüngste Teilnehmer. Von 1977 bis 1981 leitete er als Vorsitzender die philippinische Bischofskonferenz.
Kardinal Sin war der Schirmherr der katholischen, in einer Auflage von 500.000 Exemplaren erscheinenden Wochenzeitung Veritas, die die Menschenrechtsverletzungen der Diktatur von Ferdinand Marcos bekanntmachte und für die Wiedergewinnung der Demokratie arbeitete. 1986 unterstützte er aktiv die EDSA-Revolution, indem er zum gewaltlosen Widerstand gegen die anrückenden Truppen des Ferdinand Marcos aufrief. Neben seinen administrativen Verpflichtungen engagierte sich Jaime L. Sin nachhaltig für Belange der Krankenversorgung und der Caritas. Er setzte sich für die Ökumene ein und lud als erster philippinischer Erzbischof Protestanten sowie Muslime und Vertreter anderer nichtchristlicher Konfessionen zu Gesprächen ein.
Am 15. September 2003 nahm der Papst seinen Rücktritt vom Amt des Erzbischofs von Manila an. Aus gesundheitlichen Gründen nahm Sin nicht am Konklave zur Wahl von Benedikt XVI., des Nachfolgers von Johannes Paul II. teil. Am 21. Juni 2005 starb er im Cardinal Santos Medical Centre an einem Organversagen.